# پرستودریایی‌های تالابی
پرستودریایی تالابی (نام علمی: Chlidonias) نام یک سرده از تیره کاکاییان است. این سرده شامل گونه‌های زیر است:
- پرستوی دریایی سیاه، Chlidonias niger
- پرستوی دریایی بال‌سفید، Chlidonias leucopterus
- پرستوی دریایی تیره، Chlidonias hybridus
- پرستوی دریایی جلوسیاه، Chlidonias albostriatus

دو گونهٔ پرستوی دریایی شکم‌سیاه (Sterna acuticauda) و پرستوی دریایی گونه‌سفید (Sterna repressa) نیز ممکن است در سردهٔ پرستوی دریایی مرداب گذاشته شوند.